# Manaíra (ort)
Manaíra är en ort i Brasilien.   Den ligger i kommunen Manaíra och delstaten Paraíba, i den östra delen av landet, 1 400 km nordost om huvudstaden Brasília. Manaíra ligger 758 meter över havet och antalet invånare är 4 913.
Terrängen runt Manaíra är kuperad åt sydost, men åt nordväst är den platt. Närmaste större samhälle är Triunfo, 15,8 km söder om Manaíra.
Omgivningarna runt Manaíra är huvudsakligen savann. Runt Manaíra är det ganska glesbefolkat, med 42 invånare per kvadratkilometer.